# Robert Emmiyan

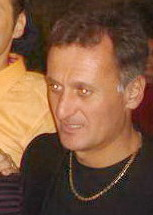
Robert Emmiyan

Robert Emmiyan (*Gyumri, Armenia, 16 de febrero de 1965), atleta soviético hasta 1991 y armenio desde entonces, es especialista en la prueba de salto de longitud.
Posee el récord europeo de la especialidad con un salto de 8,86 metros conseguido el 22 de mayo de 1987 en la ciudad de Tsakhkadzor
- Datos: Q363452
- Multimedia: Robert Emmiyan / Q363452